# Kršna Glava
Kršna Glava (cyr. Кршна Глава) – wieś w Serbii, w okręgu kolubarskim, w gminie Ub. W 2011 roku liczyła 156 mieszkańców.